# Tiquilia palmeri
Tiquilia palmeri är en strävbladig växtart som först beskrevs av Samuel Frederick Gray, och fick sitt nu gällande namn av A. Richardson. Tiquilia palmeri ingår i släktet Tiquilia och familjen strävbladiga växter. Inga underarter finns listade i Catalogue of Life.